# Регресія Пуассона
У статистиці регресія Пуассона — узагальнена лінійна модель регресійного аналізу, який використовують для моделювання даних та таблиць непередбачених ситуацій. Регресія Пуассона передбачає, що залежна змінна Y має розподіл Пуассона, і припускає, що логарифм її математичного сподівання може бути змодельовано лінійною комбінацією невідомих параметрів. Модель регресії Пуассона іноді називається лог-лінійною моделлю, особливо якщо вона використовується для моделювання таблиці непередбачених ситуацій.
Негативна біноміальна регресія є узагальненням регресії Пуассона, оскільки вона послаблює сильне припущення, що дисперсія дорівнює середньому значенню, зробленому в моделі Пуассона. Традиційна негативна біноміальна регресійна модель, широко знана як NBA. Вона базується на Пуассон-гамма суміш розподілі. Ця модель популярна, оскільки вона моделює гетерогенність Пуассона за допомогою гамма-розподілу.

## Регресійні моделі
Якщо {\displaystyle \mathbf {x} \in \mathbb {R} ^{n}} є вектором незалежних змінних, то модель приймає форму
{\displaystyle \log(\operatorname {E} (Y\mid \mathbf {x} ))=\alpha +\mathbf {\beta } '\mathbf {x} ,}
де {\displaystyle \alpha \in \mathbb {R} } і {\displaystyle \mathbf {\beta } \in \mathbb {R} ^{n}}.Також цю формулу можна записати як
{\displaystyle \log(\operatorname {E} (Y\mid \mathbf {x} ))={\boldsymbol {\theta }}'\mathbf {x} ,\,}
де x є (n+1) розмірний вектор, який складається з n незалежних змінних, об'єднаних у вектор одиниць.
Тут θ — це {\displaystyle \alpha \cup \beta }.
Таким чином, при заданій регресійній моделі Пуассона θ та вхідному векторі x, передбачуваний середній асоційований розподіл Пуассона, який дано через
{\displaystyle \operatorname {E} (Y\mid \mathbf {x} )=e^{{\boldsymbol {\theta }}'\mathbf {x} }.\,}
Якщо Yi є незалежним спостереженням з відповідними значеннями xi змінних предиктора, то θ можна оцінити за максимальною оцінкою правдоподібності. У максимальній оцінці правдоподібності відсутній вираз із замкнутою формою.